# Мост Элвет
Мост Элвет — средневековый каменный мост через реку Уир в английском городе Дарем. Соединяет центр города и Даремский замок с районом Элвет, в настоящее время мост шириной около 5 метров используется как пешеходный.
Арочный мост на дороге на Стоктон-он-Тис был заложен в 1160 году даремским епископом Гуго де Пюизе, ставшим инициатором строительства множества каменных сооружений по всему северо-востоку Англии. По-видимому, это был второй мост через Уир в Дареме, поскольку его называли тогда Новым мостом, однако где находился «старый мост» доподлинно неизвестно. Мост возводился долго, точная дата окончания строительства в документах не сохранилась, но известно, что ещё в 1228 году люди получали индульгенции в связи со вкладом, вносимым в строительство Нового моста. Вероятно, в те годы Уир был значительно шире — сейчас река протекает лишь под четырьмя из десяти арочных пролётов моста. Предполагается, что ранее существовали ещё четыре пролёта, но ныне они погребены под культурным слоем. При этом из сохранившихся арок только одна относится к XII веку, остальные построены уже в XIII-ом.
В средние века на мосту Элвет стояло множество зданий. С обеих сторон его охраняли башни с воротами и часовни. На западном берегу стояла церковь поменьше, посвящённая Святому Иакову, — в 1632 году из неё сделали тюрьму, а в XVIII веке она была разобрана. Церковь Святого Андрея на восточном берегу частично сохранилась до наших дней. Во время Великого наводнения 1771 года река Уир смыла три центральных пролёта вместе с домами на них, пришлось возводить их заново. Сейчас постройки остались лишь на «сухих» пролётах восточной стороны моста, со стороны Элвета.